# Wolmirstedt
Wolmirstedt (pronunciación en alemán: /ˈvɔlmɪʁˌʃtɛt/ⓘ) es un municipio situado en el distrito de Börde, en el estado federado de Sajonia-Anhalt (Alemania), a una altitud de 126 metros. Su población a finales de 2015 era de unos 11 600 habitantes y su densidad poblacional, 210 hab/km².